# 三新奧特萊斯
MITSUI OUTLET PARK是2016年1月27日於台灣開始營運的購物中心。三新奧特萊斯（全稱：三新奧特萊斯股份有限公司）是三井不動產及遠雄建設事業於2016年1月27日共同成立的台灣子公司，分别出資70%及30%，負責營運MITSUI OUTLET PARK 林口及MITSUI OUTLET PARK 台中港、MITSUI OUTLET PARK 台南。

## 外部連結
- （繁體中文）MITSUI OUTLET PARK 林口（页面存档备份，存于）
- （繁體中文）MITSUI OUTLET PARK 台中港（页面存档备份，存于）
- （繁體中文）MITSUI OUTLET PARK 台南